# Annika Danielson
Annika Danielson,  född 21 juni 1948 i Rejmyre, Östergötlands län, är en svensk journalist. Hon gifte sig 1985 med chefredaktör Jörgen Widsell.
Danielson, som är dotter till redaktör Götrik Danielson och Kerstin Isberg, blev filosofie kandidat vid Stockholms universitet 1972. Hon var journalist på Huvudstadspress 1972–1974, på Köpmannen 1974–1975, på Expressen 1975–1977, på Aftonbladet 1978–1985, chef för kvinnoredaktionen där 1978–1981 och Dagens Industri från 1985 till 2003, varefter hon verkat som frilans. Hon var utlandskorrespondent i Hongkong 1985–1986 för Dagens Industri. 
Danielson var redaktör (tillsammans med Birgitta Enochsson och Titti Hasselrot) för Fnitter – en rolig bok av kvinnor på fullt allvar (1981), Mera fnitter – en rolig bok av kvinnor (1982) och redaktör för Damernas ABC (1983).